# Spencer Stastney
Spencer Stastney, född 4 januari 2000, är en amerikansk professionell ishockeyback som är kontrakterad till Nashville Predators i National Hockey League (NHL) och spelar för Milwaukee Admirals i American Hockey League (AHL).
Han har tidigare spelat för Notre Dame Fighting Irish i National Collegiate Athletic Association (NCAA) och Team USA i United States Hockey League (USHL).
Stastney draftades av Nashville Predators i femte rundan i 2018 års draft som 131:a spelare totalt.

## Statistik
| 2013–2014   | Chicago Mission U13       | HPHL        | 20  | 11 | 22 | 33 | 6  | — | — | — | — | — |
| 2014–2015   | Chicago Mission U14       | HPHL        | 17  | 3  | 8  | 11 | 0  | — | — | — | — | — |
| 2015–2016   | Chicago Mission U16       | HPHL        | 23  | 1  | 14 | 15 | 6  | — | — | — | — | — |
|             | Chicago Mission U16       | NAPHL       | 5   | 0  | 0  | 0  | 0  | — | — | — | — | — |
| 2016–2017   | Team USA                  | USHL        | 34  | 1  | 4  | 5  | 6  | — | — | — | — | — |
|             | U.S. National U17 Team    |             | 56  | 1  | 12 | 13 | 8  | — | — | — | — | — |
|             | U.S. National U18 Team    |             | 1   | 0  | 0  | 0  | 0  | — | — | — | — | — |
| 2017–2018   | Team USA                  | USHL        | 23  | 1  | 14 | 15 | 6  | — | — | — | — | — |
|             | U.S. National U18 Team    |             | 57  | 2  | 26 | 28 | 14 | — | — | — | — | — |
| 2018–2019   | Notre Dame Fighting Irish | NCAA        | 39  | 1  | 3  | 4  | 8  | — | — | — | — | — |
| 2019–2020   | Notre Dame Fighting Irish | NCAA        | 36  | 3  | 17 | 20 | 17 | — | — | — | — | — |
| 2020–2021   | Notre Dame Fighting Irish | NCAA        | 29  | 5  | 7  | 12 | 6  | — | — | — | — | — |
| 2021–2022   | Notre Dame Fighting Irish | NCAA        | 39  | 7  | 20 | 27 | 8  | — | — | — | — | — |
|             | Milwaukee Admirals        | AHL         | 2   | 0  | 0  | 0  | 0  | — | — | — | — | — |
| 2022–2023   | Nashville Predators       | NHL         | 1   | 0  | 0  | 0  | 0  | — | — | — | — | — |
|             | Milwaukee Admirals        | AHL         | 56  | 5  | 8  | 13 | 10 | — | — | — | — | — |
| NHL totalt  | NHL totalt                | NHL totalt  | 1   | 0  | 0  | 0  | 0  | — | — | — | — | — |
| AHL totalt  | AHL totalt                | AHL totalt  | 58  | 5  | 8  | 13 | 10 | — | — | — | — | — |
| NCAA totalt | NCAA totalt               | NCAA totalt | 143 | 16 | 47 | 63 | 39 | — | — | — | — | — |
| USHL totalt | USHL totalt               | USHL totalt | 57  | 2  | 18 | 20 | 12 | — | — | — | — | — |

### Internationellt
| Källa: Uppdaterad: 2023-04-02 | Källa: Uppdaterad: 2023-04-02 | Källa: Uppdaterad: 2023-04-02 |         | Utv = Utvisningsminuter | Utv = Utvisningsminuter | Utv = Utvisningsminuter | Utv = Utvisningsminuter | Utv = Utvisningsminuter |
| År                            | Lag                           | Mästerskap                    | Matcher | Mål                     | Assists                 | Poäng                   | Utv                     |                         |
| ----------------------------- | ----------------------------- | ----------------------------- | ------- | ----------------------- | ----------------------- | ----------------------- | ----------------------- | ----------------------- |
| 2018                          | USA                           | U18-VM                        | 7       | 1                       | 4                       | 5                       | 2                       |                         |
| 2020                          | USA                           | JVM                           | 5       | 0                       | 0                       | 0                       | 8                       |                         |
| Junior totalt                 | Junior totalt                 | Junior totalt                 | 12      | 1                       | 4                       | 5                       | 10                      |                         |